# فناوری دارویی

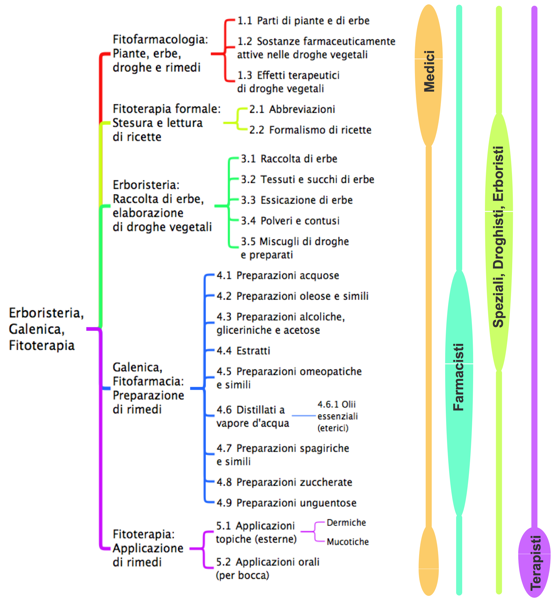
فناوری دارویی

فناوری دارویی یا فارماسیوتیکس (به انگلیسی: Pharmaceutics) یا فارماکوتکنی (به فرانسوی: Pharmacotechnie) در داروسازی فرایندی که ماده موردنظر تا زمان تبدیل شدن به دارو پشت‌سر می‌گذارد را، فناوری دارویی یا فارماسیوتیکس یا فارماکوتکنی می‌گویند.
فناوری دارویی در داروسازی در بر گیرنده موضوعات متعددی می‌باشد، که همه آنها مربوط به مراحل و فرایندی است، که یک دارو تا پایان تولید، طی می‌کند. این فرایند، مراحلی چون: اکتشاف، ساخت، جداسازی و خالص‌سازی، آزمایش برای بررسی اثرات داروشناسی و نداشتن اثرات سمی جدی را در بر می‌گیرد. از واژه فناوری دارویی یا فارماسیوتیکس به‌معنای علم طراحی اشکال دارویی نیز بکار برده می‌شود.
به بیان ساده‌تر، فناوری دارویی به معنای تبدیل یک ماده شیمیایی دارای پتانسیل دارویی، به یک شکل دارویی است؛ بنابراین فناوری دارویی در رابطه با جنبه‌های علمی و فناوری طراحی و تولید اشکال دارویی بحث می‌نماید.
در این علم، علاوه بر تبدیل یک ماده فعال دارویی جدید به شکل قابل مصرف، سعی می‌شود تا اشکال دارویی موجود در بازار نیز از نظر کارایی بهبود داده شوند.
فناوری دارویی شامل شاخه‌های زیر می‌باشد:
- فرمولاسیون دارویی
- تولید داروهای صناعی
- توزیع دارو
- فناوری داروسازی
- فیزیکال فارماسی